# Уд Вилидж (град, Орегон)
Уд Вилидж (на английски: Wood Village) е град в окръг Мълтнома, щата Орегон, САЩ. Уд Вилидж е с население от 2860 жители (2000) и обща площ от 2,5 km². Намира се на 64 m надморска височина. ЗИП кодът му е 97060, а телефонният му код е 503.